# Mário Augusto Jorge de Castro Lima
Mário Augusto Jorge de Castro Lima (Salvador, 19 de dezembro de 1925 — Salvador, 23 de outubro de 2008) foi um médico e político brasileiro.
Foi ministro da Saúde no governo João Figueiredo, de 15 de março a 29 de outubro de 1979, além de professor da Universidade Federal da Bahia e da Escola Bahiana de Medicina e Saúde Pública (Fundação Bahiana para o Desenvolvimento das Ciências).